# فرانك كندريك
فرانك كندريك (بالإنجليزية: Frank Kendrick)‏ مواليد 11 سبتمبر 1950 في إنديانابوليس، هو مدرب ولاعب كرة سلة أمريكي. بدأ مسيرته الاحترافية في سنة 1974. اختير من قبل فريق غولدن ستايت ووريورز خلال الدرافت. حمل الرقم 34. بلغ طوله 6 قدم 6 بوصة (2.0 م). اعتزل اللعب في 1977.

## روابط خارجية
- فرانك كندريك على موقع إن بي أي (الإنجليزية)
- فرانك كندريك على موقع سبورتس رفرنس (الإنجليزية)
- فرانك كندريك على موقع كلية كرة السلة في سبورتس رفرنس.كوم (الإنجليزية)
- فرانك كندريك على موقع ريلجم (الإنجليزية)
- فرانك كندريك على موقع بروبوليرز (الإنجليزية)